# Pic d'Erill
El Pic d'Erill és una muntanya de 2.518 metres que es troba al municipi de la Vall de Boí, a la comarca de l'Alta Ribagorça.